# فران گونزالس
فران گونزالس (انگلیسی: Fran González؛ زادهٔ ۱۴ ژوئیهٔ ۱۹۶۹) یک بازیکن فوتبال اهل اسپانیا است.
از باشگاه‌هایی که در آن بازی کرده‌است می‌توان به دپورتیوو لاکرونیا و تیم ملی فوتبال اسپانیا اشاره کرد.